# Yanting
Yanting, tidigare stavat Yenting, är ett härad som lyder under Mianyangs stad på prefekturnivå i Sichuan-provinsen i sydvästra Kina. Det ligger omkring 150 kilometer nordost om provinshuvudstaden Chengdu.

## Kända invånare
- Liao Yiwu (född 1958), författare och dissident.

## Källa
1. ↑  ”worldpostmarks.net”. Arkiverad från originalet den 2 januari 2015. https://web.archive.org/web/20150102101710/http://worldpostmarks.net/HTML%20Countries/china.htm. Läst 14 juni 2015.